# Gerd Giesler

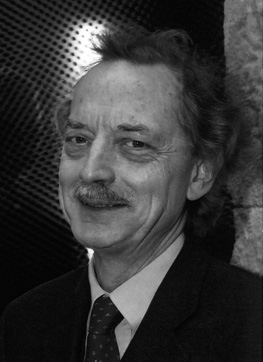
Gerd Giesler (2018)

Gerd Giesler (* 21. Juli 1940 in Plettenberg/Sauerland) ist ein deutscher Verleger und Herausgeber von Werken Carl Schmitts.

## Leben
Giesler studierte Naturwissenschaften, Philosophie und Kunstgeschichte an der Freien Universität Berlin. Er promovierte in Berlin 1969 im Fach Organische Chemie.
Nach der Promotion war er im wissenschaftlichen Verlagswesen tätig: Von 1969 bis 1990 im Wiley-VCH Verlag als Lektor und Bereichsleiter, wobei er 1983 die Sparte Acta humaniora gründete. Von 1991 bis 2005 war er Geschäftsführer und Verlagsleiter des Akademie-Verlages in Berlin.

## Kontakt mit Carl Schmitt / Herausgeber von Tagebüchern und anderen Schriften
Gerd Giesler ist Herausgeber von naturwissenschaftshistorischen Monografien und Briefwechseln. Von 1959 bis zu dessen Tod stand er in engem Kontakt zu dem Juristen und politischen Denker Carl Schmitt. Er ist Herausgeber von Tagebüchern und anderen Schriften Schmitts sowie seit 2010 Gründungsmitglied und erster Vorsitzender der Carl-Schmitt-Gesellschaft e.V.

## Herausgeberschaften (Auswahl)
- mit Martin Tielke: Carl Schmitt. Tagebücher 1925 bis 1929. Duncker & Humblot, Berlin 2018.
- mit Martin Tielke: Carl Schmitt, Glossarium. Aufzeichnungen aus den Jahren 1947 bis 1958. Duncker & Humblot, Berlin 2015. 2. Aufl., Berlin 2015.
- mit Ernst Hüsmert u. Wolfgang H. Spindler: Carl Schmitt. Der Schatten Gottes. Introspektionen, Tagebücher und Briefe 1921 bis 1924. Duncker & Humblot, Berlin 2014.
- mit Wolfgang Schuller: Carl Schmitt. Tagebücher 1930–1934. Akademie-Verlag, Berlin 2010.
- mit Ernst Hüsmert: Carl Schmitt. Die Militärzeit 1915 bis 1919. Tagebuch Februar bis Dezember 1915. Aufsätze und Materialien. Akademie-Verlag, Berlin 2005.
- Carl Schmitt Opuscula. Plettenberger Miniaturen. 16 Broschüren. Carl-Schmitt-Gesellschaft, Plettenberg 2008–2022.
- mit Ernst H. Berninger u. Otto Paul Krätz: Dokumente zur Geschichte von Naturwissenschaft, Technik und Medizin. 14 Bände. Wiley-VCH Verlag, Weinheim 1981–1988.
- mit Otto Paul Krätz: Die Entwicklung der Eisenbahn im Spiegel der Leipziger Illustrierten Zeitung 1843–1870. Wiley-VCH Verlag, Weinheim 1985.